# Ал-Абид
Ал-Абид е иракска балистична ракета, за която се предполага, че е щяла да служи като космически носител за евентуална бъдеща иракска космическа програма. Ал-Абид се състои от 5 съединени ракети Ал-Хюсеин, образуващи първата степен, смалена ракета Скъд като втора степен и трета степен, чийто двигател е ракета СА-2. Общата тяга се изчислява на около 70 тона.
Единственото известно изстрелване на ракетата е на 5 декември 1989, когато Ирак изстрелва неизяснен по вид обект в орбита. Обектът извършва 6 обиколки около Земята, след което навлиза в атмосферата и изгаря. Предполага се, че това не е истински спътник, а пробно устройство, целящо да провери ефективността на иракските космически технологии. Възможно е обектът да е част от ракета „С-75 Двина“, която на практика е представлявала 3-та степен на ракетата-носител.
Краят на иракската космическа програма вероятно е поставен от Войната в Залива от 1990-1991 г.